# Piet Aalberse (1910-1989)
Petrus Josephus Mattheüs (Piet) Aalberse (Leiden, 23 april 1910 - Den Haag, 16 april 1989) was een Nederlands jurist en politicus. In de jaren zestig was hij voorzitter van de Katholieke Volkspartij (KVP) en hij zat van 1963 tot 1969 in de Tweede Kamer der Staten-Generaal.

## Biografie

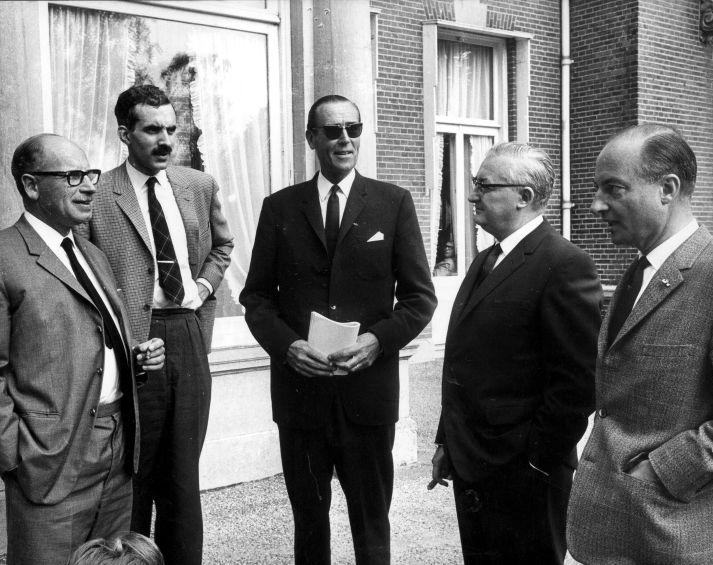
Het partijbestuur van de KVP bij het Romme-instituut te Baarn op 26 augustus 1967, van links naar rechts: Harry van Doorn, Erik Jurgens, Piet Aalberse, Wim de Kort en Norbert Schmelzer.

Piet Aalberse was de zoon van de Nederlandse minister Piet Aalberse en Elisabeth Johanna Maria Schmier. Hij ging naar de katholieke lagere school Rapenburg (1917-1918) te Leiden en (na in 1918 verhuisd te zijn naar Den Haag, omdat zijn vader minister van Arbeid werd in het eerste kabinet Ruijs de Beerenbrouck) naar de lagere school Cordi Sacratissimo (1918-1923) in de Cornelis Jolstraat in de Den Haag. Zijn middelbaar onderwijs volgde hij achtereenvolgens op het Sint Willibrorduscollege en het Aloysius College. Tussen september 1929 en 21 januari 1935 studeerde Aalberse Nederlands recht aan de Rijksuniversiteit Leiden. Hij was tijdens zijn studie lid van het bestuur van de De Jonge Balie.
Na afronding van de rechtenstudie werkte hij als ambtenaar op het ministerie van Economische Zaken en Arbeid en als juridisch adviseur voor de Nederlandse Katholieke Bond van Werknemers in de Industriële bedrijven "Sint Willibrordus". Laatstgenoemde functie bekleedde hij van 1935 tot 1969. Hij werkte van 1936 tot 1942 tevens als advocaat en van 1946 tot maart 1969 als advocaat en procureur.
Aalberse was lid van de Wassenaarse gemeenteraad van 2 september 1946 tot 7 oktober 1954. In die periode was hij fractievoorzitter van de Katholieke Volkspartij in Wassenaar, nadat hij deel had uitgemaakt van het Haagse KVP-bestuur. Hij nam plaats in het partijbestuur van de KVP van 1953 tot juni 1962 en was lid van de gemeenteraad van Den Haag van 2 september 1958 tot 2 september 1963. In mei 1962 was hij lijsttrekker bij de gemeenteraadsverkiezingen in Den Haag.
Van 23 juni 1962 tot 30 maart 1968 was Aalberse voorzitter van de KVP en op 5 juni 1963 nam hij namens deze partij plaats in de Tweede Kamer. In 1966 voerde hij het woord bij het debat over de strafonderbreking van de Duitse oorlogsmisdadiger Willy Lages. Hij hield zich geregeld bezig met sociale zaken, binnenlandse zaken en Koninkrijksaangelegenheden. Op 16 maart 1969 verruilde hij zijn Kamerzetel voor een lidmaatschap van de Raad van State, een functie die hij tot 1 mei 1980 vervulde.
Hij ligt net als zijn vader begraven op de Begraafplaats Sint Petrus Banden aan de Kerkhoflaan in Den Haag.
In 1960 werd Aalberse onderscheiden als commandeur in de Orde van St. Gregorius de Grote en in 1980 als commandeur in de Orde van Oranje-Nassau.

## Persoonlijk leven
Aalberse trouwde op 15 juli 1939 in Breda met Augusta Francisca Theodora Cornelia Ingen Housz. Zij kregen drie zoons en drie dochters.
- Biografisch Portaal: 43289253
- International Standard Name Identifier: 0000 0003 9269 3192
- Nederlandse Thesaurus van Auteursnamen: 069970998
- Parlement.com: vg09lkx73twc
- Virtual International Authority File: 286780352